# Nimis
Nimis (Nimis in friulano; Neme o Nieme in sloveno; Nimetz in tedesco) è un comune italiano di 2 624 abitanti del Friuli-Venezia Giulia.

## Geografia fisica

### Fiumi e torrenti
- Torre
- Cornappo
- Cjaron
- Conflor
- Lagne
- Montane

### Montagne
- Bernadia (872 m)
- Plaiûl (620 m)
- Cladis (850 m)
- Zisilin (957 m)

## Storia
Il toponimo, anticamente Nemas, probabilmente deriva dalla radice celtica Nem (santuario, recinto) o Nim (bosco), il che fa pensare a un bosco sacro forse presente nella zona.
Manufatti ritrovati testimoniano la presenza di insediamenti umani già nell'Età del bronzo. I Romani, conquistando Aquileia, posero la zona sotto il dominio dell'Agro di Forum Iulii. Numerosi sono i reperti ritrovati risalenti a quell'epoca, lo stesso borgo Molmentet, uno dei borghi di Nimis, prenderebbe il nome da monumenti sepolcrali lì ritrovati.
Durante il periodo longobardo nella zona erano presenti alcune roccaforti, tra cui anche castrum Nemas, posto su una altura sopra al paese, ricordato da Paolo Diacono nella sua Historia Langobardorum. Nel castello fu ucciso Arnefrido, figlio di Lupo, Duca del Friuli, che ambiva al titolo del padre in contrasto con il re Grimoaldo.
Scavi eseguiti nel 1964 sotto il pavimento della chiesa dei Santi Gervasio e Protasio datarono la prima basilica alla metà del VI secolo. La pieve di Nimis, nata in questo periodo, mantenne per tutto il medioevo la propria giurisdizione non solo su Nimis, ma anche sui vicini paesi di Attimis e Povoletto, oltre che sulle popolazioni di origine slava che, a partire dal VI secolo, si erano insediate sulle montagne vicine.
Nel 1077, con la nascita dello stato patriarcale, Nimis divenne feudo della gastaldia di Tricesimo, dipendente da Aquileia. Il castello di Nimis perse il suo potere, mentre il borgo conobbe un notevole sviluppo economico e sociale, divenendo un comune rurale, composto da una vicinia, assemblea dei capifamiglia, che annualmente eleggeva un Decano (o Meriga) con compiti amministrativi. Nel paese, in periodo medievale, erano presenti due cente, cioè raggruppamenti di case disposte in forme circolari attorno a una piazza: una era presso la pieve, l'altra nell'omonimo borgo, dove era anche presente una loggia. Oltre al borgo Centa esistevano anche i borghi di Valle, Ariis di Sopra, Ariis di Sotto, Ariba, Cechìn e Molmentet, presenti ancora oggi. Il reticolo stradale, di origine romana, era composto dalla strada detta di San Mauro, che collegava borgo Valle al Torre e la trasversale, attuale pedemontana passante per San Gervasio.
Nel 1420, Nimis e tutto il Friuli vennero sottomessi al dominio della Serenissima, rimasero però immutate le istituzioni medievali. Nel 1477 i Turchi riuscirono a superare le difese veneziane e irruppero con violenza nel basso e medio Friuli, Nimis, come altri paesi vicini fu risparmiata dall'invasione, ma non dalla peste, che flagellò queste zone negli anni successivi. A ciò si aggiunse nel 1511 la guerra tra Venezia e l'Impero Germanico, un forte terremoto e una rivolta dei contadini. Nel 1647 Nimis venne infeudata al conte Giacomo Antonini, dopo che il suo pronipote morì senza figli maschi, passò alla famiglia Zanchi-Locatelli di Bergamo.
A partire dal XVI secolo crebbe l'importanza delle popolazioni slave, che fecero causa contro la pieve per la mancanza di cura verso le anime della montagna e riuscirono a ottenere nel 1642 l'erezione del Vicariato degli Slavi, suddivisione della parrocchia con sede a Torlano, che era amministrata da un parroco che conosceva i dialetti slavi e celebrava messa nelle chiese di montagna. Il vicariato venne abolito nel 1885 a favore delle nuove chiese sorte localmente.
Dopo la caduta della Repubblica di Venezia nel 1797, il Friuli subì prima l'invasione francese, l'anno successivo il passaggio all'Austria e poi il ritorno alla Francia nel 1805. Anche Nimis risentì di questo clima bellico e si sofferse la fame e la povertà, ma la situazione divenne più stabile negli anni successivi, con l'istituzione del comune napoleonico. Infine nel 1816, dopo la restaurazione, Nimis cambiò ordinamento comunale e riuscì a risollevarsi, vennero infatti costruite le scuole e nuove strade. Quando nel 1866 i soldati italiani entrarono vittoriosi a Udine, il comune era ancora occupato dagli Austriaci, la liberazione avvenne solo qualche mese dopo, sancita da un  plebiscito.
Il Comune non fu coinvolto direttamente nei combattimenti della prima guerra mondiale, ma venne segnato dal passaggio di truppe e fu di appoggio per il fronte isontino. Dopo la disfatta di Caporetto subì molte angherie da parte del nuovo comando austriaco, che ordinò requisizioni, controlli e ingenti tasse, che si conclusero solo con l'armistizio e la fine della guerra.
Durante la seconda guerra mondiale il territorio del comune fu coinvolto dalle attività della resistenza friulana con la partecipazione delle Brigate Garibaldi e delle Brigate Osoppo, con conseguente incendio del paese da parte delle SS per evitare qualsiasi tipo di insurrezione partigiana. Nonostante ciò, grazie al costante impegno dimostrato dai nimensi il paese venne ricostruito in brevissimo tempo.
Il 24 agosto 1944, nella frazione di Torlano, si svolse un eccidio nazista, compiuto da membri delle Waffen SS tedeschi. Vennero rastrellati e trucidati 33 civili, inclusi donne e bambini. Il relativo fascicolo di indagine fu oggetto di insabbiamento; fu rinvenuto soltanto nel 1994 all'interno del cosiddetto armadio della vergogna.
Nel 1976 il comune fu devastato dal terremoto del Friuli, che provocò enormi crolli e danni.

### Simboli
Il Comune ha adottato come segno distintivo uno stemma definito da uno scudo sannitico con cane passante d'argento su una mezzaluna d'oro, in campo azzurro, sormontato dalla corona muraria da Comune e contornato da fronde d'alloro e quercia. Il gonfalone è un drappo di azzurro.

## Monumenti e luoghi d'interesse
- Pieve dei SS. Gervasio e Protasio (XIV secolo)
- Chiesa della Madonna delle Pianelle - del 1476
- Chiesa di Santa Maria Maddalena (località Cergneu Inferiore)
- Chiesa della Santissima Trinità (località Pecolle)
- Duomo di Santo Stefano (località Centa)
- Chiesa di San Mauro Abate (località Molmentèt)
- Chiesa di San Giovanni Battista (località Ramandolo)
- Chiesa di Sant'Antonio (località Torlano)
- Chiesa di Sant'Elena Imperatrice (località Chialminis) - XIV secolo
- Chiesa di San Giacomo (località Cergneu)
- Chiesa di San Giorgio sul Monte Zuccon
- Chiesa di San Giorgio a Monteprato
- Chiesa di San Giuseppe (località Vallemontana)
- Castello di Cergneu (località Cergneu Inferiore)
- Grotte di Villanova
- Cantine e vigneti della zona DOCG Ramandolo
- Grotte del Pre-Oreak
- Osteria "Da Ridolf", presente a Nimis da oltre 100 anni

## Società

### Evoluzione demografica
Abitanti censiti

### Lingue e dialetti
A Nimis, accanto alla lingua italiana, la popolazione utilizza la lingua friulana. Ai sensi della deliberazione n. 2680 del 3 agosto 2001 della giunta della Regione autonoma Friuli-Venezia Giulia, il comune è inserito nell'ambito territoriale di tutela della lingua friulana ai fini della applicazione della legge 482/99, della legge regionale 15/96 e della legge regionale 29/2007. La lingua friulana che si parla a Nimis rientra fra le varianti appartenenti al friulano centro-orientale.
Sebbene risulti in forte regressione, in alcune frazioni montane (Cergneu Superiore/Černjeja, Cergneu Inferiore/Dolenjena, Monteprato/Karnica, Chialminis/Vizont) la popolazione fa ancora uso del locale dialetto sloveno beneciano. Limitatamente alle frazioni di Cergneu Superiore/Černjeja e Cergneu Inferiore/Dolenjena, questo dialetto è sottoposto a tutela, ai sensi della Legge 38/2001. Va ricordato che alla frazione di Cergneu è legato il cosiddetto Manoscritto di Cergneu (in sloveno Černjejski rokopis).
In generale le frazioni della parte montana del comune sono — quantomeno per origine — riconducibili all'area linguistica del sistema dialettale sloveno, mentre quelle in pianura o più prossime ad essa, a quella friulana.
Una spiegazione del toponimo Ramandolo (friul. Ramàndul o Romàndul), frazione che si trova in posizione di cerniera tra montagna e pianura, lo fa derivare dall'antica indicazione del passato confine linguistico (Romàndul, nel senso di ultimo luogo linguisticamente "romanzo" prima della collina slavofona).

## Cultura

### Letteratura
A Nimis e nei dintorni è ambientato il romanzo Il Conte pecoraio di Ippolito Nievo, scritto nel 1855.

### Eventi
- 1 e 2 agosto, festa degli uomini di Monteprato
- Dall'1 all'8 settembre, festa della Madonna delle Pianelle o [Ottavario]
- il 25 luglio sagra di San Giacomo a Cergneu
- febbraio o marzo, carnevale a Nimis con sfilata dei carri allegorici e il rito di liberazione del pust

## Geografia antropica

### Frazioni e località
- Cergneu Superiore (friul. Çargneu, slov. Černjeja)
- Cergneu Inferiore (slov. Dolenjena)
- Chialminis (friul. Cjalminis, slov. Vizont)
- Monteprato (friul. Mondiprât, slov. Karnica)
- Nongruella (friul. Nogruele)
- Pecolle (friul. Pecol)
- Ramandolo (friul. Ramandul)
- Torlano (friul. Torlàn)
- Vallemontana (friul. Valdimontane, slov. Konoleč)

## Economia

### Vino
Il vino di Nimis è rinomato in tutto il Friuli: infatti nel piccolo paese sono presenti molte cantine e vigne, e nella frazione di Ramandolo viene prodotto l'omonimo vino, ancor più pregiato

## Amministrazione
Sindaci dal 1995
| Periodo | Periodo | Primo cittadino    | Partito      | Carica  | Note   |
| ------- | ------- | ------------------ | ------------ | ------- | ------ |
| 1995    | 1999    | Renato Picogna     | Lista civica | Sindaco |        |
| 1999    | 2004    | Renato Picogna     | Lista civica | Sindaco |        |
| 2004    | 2009    | Renato Picogna     | Lista civica | Sindaco |        |
| 2009    | 2011    | Danilo Gervasi     | Lista civica | Sindaco |        |
| 2011    | 2016    | Walter Tosolini    | Lista civica | Sindaco |        |
| 2016    | 2022    | Gloria Bressani    | Lista civica | Sindaco |        |
| 2022    | 2024    | Giorgio Bertolla   | Lista civica | Sindaco | [ 28 ] |
| 2025    | -       | Fabrizio Mattiuzza | Lista civica | Sindaco |        |